# Bandera de las Islas Feroe
La bandera de las Islas Feroe (también conocida como Merkið, que significa «la bandera» en lengua feroesa) consiste de una cruz nórdica de color rojo perfilada en azul sobre un paño de color blanco.
Las proporciones de la cruz nórdica de la bandera son de 6-1-2-1-6 partes en el ancho de la bandera y de 6-1-2-1-12 partes en el largo de la bandera.

## Historia

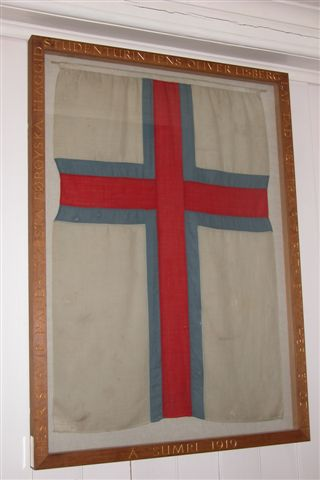
La bandera original se exhibe en la Iglesia de Fámjin.

La Merkið fue diseñada por unos estudiantes feroeses en Copenhague y más tarde llevada a las islas Feroe, donde fue izada el 22 de junio de 1919. Tras una década, su uso se popularizó, pero siguió siendo extraoficial.
En abril de 1940, las tropas alemanas del Tercer Reich invadieron Dinamarca, y el Ejército británico tomó el control del archipiélago feroés. Para distinguir los barcos feroeses de los barcos de la Dinamarca ocupada, el 25 de abril de 1940, las autoridades británicas aprobaron la bandera como enseña de las Islas Feroe.
Con el acceso de las islas al autogobierno el 23 de marzo de 1948, se reconoce oficialmente a la Merkið como la bandera nacional y oficial de las Islas Feroe, y se declara el 25 de abril como Día de la Bandera.

## Simbolismo
El color blanco predominante en la bandera representa la pureza del cielo y la espuma de las olas al romper contra las costa de las islas. Los colores rojo y azul los encontramos en los trajes tradicionales de los feroeses, así como también en las banderas de Noruega e Islandia.